# المحروسة (يخت)
المحروسة أعيدت تسميته رسميًا لفترة من الوقت باسم الحرية، هو يخت ضخم يعمل حاليًا بمثابة يخت رئاسي في مصر، وقبل ذلك كان يختًا ملكيًا في البلاد.

## بناؤة
عام 1863 أمر الخديوي إسماعيل والي مصر ببناء اليخت وفي شهرأبريل عام 1865 اتمت بناؤة شركة سامودا والتي يقع مقرها في لندن عاصمة بريطانيا وابحر اليخت لأول مرة في شهر أغسطس 1865 من ميناء لندن على ضفاف نهر التايمز الإنجليزي إلى ميناء الإسكندرية المصري.
ابعاد اليخت وقت بناؤة:
الطول 411 قدما والعرض 42 قدما والحمولة 3417 طنا
محرك بخاري يعمل بوقود فحم حجري يعمل بنظام الطارات الجانبية بسرعه حوالي 16 عقدة في الساعة، وكان يزينه مدخنتان علاوة على ثمانية مدافع من طراز أرمسترونج للحماية من أي اغارة بحريه

## أهم رحلاته
في عام 1867 استخدم اليخت في نقل الحملة المرسلة لإخماد الثورة بكريت.
عام 1868 ابحر به الخديوي إسماعيل لحضور المعارض المقامة بباريس،
عام 1869 ابحر به الخديوي إسماعيل لميناء مرسيليا الفرنسي لدعوة ملوك وأمراء أوروبا لحضور الحفل العالمي لافتتاح قناة السويس.
عام 1869 كان اليخت أول من عبر عند افتتاح قناة السويس وكان يقل لفيف من ملوك وامراء أوروبا مثل أمير وأميرة هولندا، ولي عهد ألمانيا الأمير فريدريك، الإمبراطورة أوجيني إمبراطورة فرنسا. وإمبراطور النمسا فرنسوا جوزيف.
عام 1879 ابحر به الخديوي إسماعيل باشا بعد عزله عن حكم مصر بواسطة ابنه الخديوي توفيق باشا إلى ميناء نابولي في إيطاليا.
عام 1899أبحر اليخت من الإسكندرية إلى بور سعيد للاحتفال بإزاحة الستار عن تمثال ديليسبس
عام 1914ابحر اليخت مقلا الخديو عباس حلمى الثاني إلى منفاه بالآستانة بتركيا
عام 1939 جاء علي متنه محمد رضا بهلوي شاه إيران الراحل وهو متوجها الي مصر لعقد قرانه على الأميرة فوزية شقيقة جلاله الملك فاروق الأول ملك مصر والسودان
1946 ابحر اليخت بامر من جلاله الملك فاروق الأول ملك مصر والسودان الي ميناء جدة ليبحر علي متنه جلاله الملك عبد العزيز آل سعود ملك السعودية الي ميناء بورفؤاد المصري في زيارته جلالته لمصر بتاريخ 6 يناير 1946 حيث عاد به اليخت الي ميناء جده في 25 يناير 1946 بعد انتهاء زيارة جلالته لمصر.
26 يوليو عام 1952، غادر به جلاله الملك فاروق الأول ملك مصر والسودان إلى منفاه الاختياري في إيطاليا بعد تنازله عن عرش مصر والسودان بعد قيام حركة الجيش المصري في 23 يوليو 1952 ؛ وكان جلالته ينوي الاحتفاظ به معه إلا أن طلبه قوبل بالرفض من السلطات المصرية وقتها
في عام 2015 ابحر اليخت مقلا الرئيس عبد الفتاح السيسي لافتتاح قناة السويس الجديدة

## أهم التعديلات التي طرأت علي تصميم وشكل اليخت
عام 1872 زيادة طول اليخت الي 40 قدما
عام 1894 تم تغيير الغلايات الخاصة به
عام 1905 عدل الشكل الخارجي حيث تم نزع نظام الطارات الجانبية لتحل محلها نظام الرفاصات وزود بتوربينات بخارية حديثه.
عام 1912 زود بوسيله اتصال وهي التلغراف
عام 1919 غير نظام الوقود من وقود الفحم إلى وقود المازوت وعليه تم إطالة هيكل اليخت 27 قدما من جهه المؤخرة بميناء بورت ثموث الإنجليزي
عام 1949 تم تطوير وتعديل اليخت بالترسانة البحرية (انسالدو) بميناء «لاسبيزا» الإيطالي.
شارك اليخت في الأفتتاح الثاني لقناة السويس في يونيو 1975م أبان حرب أكتوبر 1973 وعلى متنه الرئيس الراحل / محمد أنور السادات..
في عام 1976 ابحر اليخت مسافة 12700 ميل بحرى إلى الولايات المتحدة الإمريكية للاحتفال بالعيد رقم 200 لاستقلال أمريكا.
في عام 2015 بالتحديد في 4 أغسطس 2015 ابحر اليخت من ميناء الإسكندرية إلى قناة السويس الجديدة ذلك بعد إجراء له عمليات صيانة شاملة استعداداً لحفل افتتاح قناة السويس الجديدة في 6 أغسطس 2015.
«النسر » كان أول السفن التي تدخل قناة السويس في حفل افتتاحها عام 1869، كما أن المحروسة كان أول سفينة دخلت القناة الجديدة في حفل افتتاحها 6 أغسطس 2015.
كما أن الرئيس عبد الفتاح السيسي أستقبل أمراء وملوك ورؤساء الدول على اليخت باعتباره اقتناء بحري أثري في حفل أفتتاح قناة السويس الثالث.

## تصميم اليخت
يتكون المحروسة من خمسة طوابق وهم:
الطابق السفلي يضم الماكينات والغلايات وخزانات الوقود
الطابق الرئيسي غرف الجلوس، المطابخ، المخازن، الجناح الشتوي، والقاعة
الفرعونية إضافة إلى جناح الأمراء والأميرات
الطابق العلوي الأول يضم مقدمة اليخت، المخطاف، الأوناش، صالة الطعام، صالة التدخين
الطابق العلوي الثاني سطح المدفعية، الحديقة الشتوية والصيفية، الجناح الصيفي والصالة الزرقاء
الطابق العلوي الثالث الممشى والعائمات
واحتوي اليخت علي أربعة مصاعد منها المصعد الخاص بالجناح الخصوصي. وجراج خاص بسيارة جلاله الملك ذات اللون الأحمر الملكي.

## مكان رسوه الحالي
استخدم اليخت المحروسة زمنا في تدريب القوات البحرية المصرية بعد عام 1952 واستخدمه كل من الرئيس جمال عبد الناصر ومحمد أنور السادات. ويرسو اليخت حالياً قبالة شاطيء قصر رأس التين الملكي بمدينة الإسكندرية، حيث عدل اسم اليخت رسمياً من قبل الحكومة المصرية بعد عام 1952 إلى اسم يخت «الحرية» الا انه لايزال يذكر من الناحية الواقعية والشعبية باسمة الملكي القديم وهو يخت «المحروسة». في عام 2000م، أَمر الرئيس حسني مبارك باسترجاع اليخت إلى اسمه الأصلي يخت المحروسة.